# Pterocarpus amazonum
Pterocarpus amazonum är en ärtväxtart som först beskrevs av George Bentham, och fick sitt nu gällande namn av Gerda Jane Hillegonda Amshoff. Pterocarpus amazonum ingår i släktet Pterocarpus och familjen ärtväxter. Inga underarter finns listade i Catalogue of Life.